# Kölln-Reisiek
Kölln-Reisiek est une commune allemande du Schleswig-Holstein, située dans l'arrondissement de Pinneberg (Kreis Pinneberg), immédiatement à l'est de la ville d'Elmshorn. Kölln-Reisiek fait partie de l'Amt Elmshorn-Land (« Elmshorn-campagne ») qui regroupe sept communes autour d'Elmshorn.

## Jumelage
- Ērgļi (Lettonie) depuis le 5 juillet 2002[1]